# Sophie Lavaud
Pour les articles homonymes, voir Lavaud.
Sophie Lavaud, née le 15 mai 1968 à Lausanne en Suisse, est une alpiniste franco-suisse (elle possède également la nationalité canadienne).
En juin 2023, elle devient la première Suissesse (seconde tous genres confondus, après Erhard Loretan), première Française (tous genres confondus), et première Canadienne (tous genres confondus), à avoir gravi les quatorze sommets de plus de huit mille mètres.

## Biographie
Née à Lausanne en 1968, de parents franco-canadiens, Sophie Lavaud passe une partie de son enfance à Argentière où ses parents ont un appartement, ce qui lui permet de chausser des skis dès l'âge de trois ans. Elle fait de la danse classique pendant douze ans.
Elle vit ensuite à Milan puis fait des études commerciales à Lyon de 1985 à 1989. Elle commence une carrière dans l'hôtellerie, le luxe et la cosmétique, occupant la fonction de directrice vente et marketing de l'hôtel Richemond à Genève, puis dirige une société événementielle créée avec son frère.
En 2004, à la suite d'un challenge amical, elle réalise l'ascension du mont Blanc et se découvre une passion pour les sommets, alors que rien ne l'y a réellement préparé.
En 2012, elle enchaîne ses deux premiers sommets de plus de 8 000 mètres et se fait déjà remarquer comme la première Genevoise ayant gravi deux 8 000 en une saison. En 2016, son cinquième 8 000 la classe parmi les rares femmes dans cette catégorie.
En mai 2014, elle tente l'ascension de l'Everest par l’arête nord (versant chinois). L'himalayiste François Damilano, guide de haute montagne, écrivain et éditeur, la filme au quotidien tout au long de son périple et réalise un film documentaire de 54 minutes, On va marcher sur l'Everest. Elle renouvelle cette expérience en 2016 avec le film K2, Une journée particulière, qui reçoit plusieurs prix :
- Meilleur film d’aventure – Festival international du film de Marrakech » 2017 ;
- Grand Prix – Verona Mountain Film Festival 2018 ;
- Prix Terre Alte Monde – Temù Mountain Film Festival 2018 ;
- Meilleur documentaire – Winter Film Festival 2018.

En octobre 2016, elle présente sa démarche au TEDxIesegParis. À travers son expérience des expéditions en Himalaya elle montre que la réussite d'une ascension dans l'himalayisme se fait au sein d'une équipe où divers meneurs peuvent se succéder et où les suiveurs les complètent et parfois les suppléent. Elle établit à cet égard un parallèle avec l’entreprise selon une philosophie qui l'apparente aux diverses recherches portant aux États-Unis le nom de followership.
La tentative du K2 en 2016 s'étant soldée par un échec en raison d'une avalanche, elle la renouvelle en juillet 2018. C'est un succès et elle devient la première Suisse (et Franco-suisse-canadienne) à avoir gravi huit 8 000 mètres. Son surnom de 16 000 Lady, devenu entre-temps 48 000 Lady, se transforme alors en 64 000 Lady.
En mars 2019, avec Didier Chambaretaud qui l'avait aidée à préparer son intervention TEDx et en conservant l'esprit, elle coécrit puis publie aux éditions Favre le récit de ses dix premières expéditions et de ses sept premières réussites sous le titre Une femme, 7 sommets, 10 secrets.
Au printemps 2019, elle atteint le sommet de l'Annapurna I (8 091 m) le 23 avril, puis du Kangchenjunga (8 585 m) le 15 mai et du Gasherbrum I (8 068 m) le 12 juillet. Avec 11 sommets de plus de 8 000 m, son surnom devient 88 000 Lady,.
En mai 2022, elle gravit le Lhotse (8 516 m), quatrième plus haut sommet du monde. Elle ambitionne de gravir le Nanga Parbat au Pakistan (8 126 m) en juin 2022 mais elle n'y parvient pas.
Le 1er octobre 2022, elle atteint le vrai sommet du Manaslu (8 163 m) alors qu'elle n'avait atteint que l'antécime en 2017. Elle revient également au Shishapangma en avril 2023, pour valider le vrai sommet (8 027 m), alors qu'elle n'avait atteint que le sommet central (8 013 m) au printemps 2012.
Enfin, le 26 juin 2023, elle atteint le sommet du Nanga Parbat, 9e plus haute montagne du monde devenant une 112 000 Lady.
En tant qu'ambassadrice pour Terre des hommes, elle soutient un projet au Népal nommé « Prayaas ». Il contribue à améliorer les chances de survie des femmes enceintes et des nouveau-nés grâce à une meilleure formation des accoucheuses en milieu rural.

## Palmarès et aventures
- Shishapangma, sommet central (8 013 m, Chine, le point culminant se situant à 8 027 m), 14e sommet mondial, 11 mai 2012
- Cho Oyu (8 188 m, Népal-Chine), 6e sommet mondial, 25 mai 2012[5],[19]
- Everest (8 849 m, Népal-Chine), 1er sommet mondial, 25 mai 2014
- Gasherbrum II (8 035 m, Pakistan-Chine), 13e sommet mondial, 16 juillet 2015
- Makalu (8 485 m, Népal-Chine), 5e sommet mondial, 23 mai 2016[20],[21]
- Broad Peak (8 051 m, Pakistan-Chine), 12e sommet mondial, 11 juillet 2017
- K2 (8 611 m, Pakistan-Chine), 2e sommet mondial, 21 juillet 2018[22],[23],[24],[25],[26]
- Annapurna I (8 091 m, Népal), 10e sommet mondial, 23 avril 2019
- Kangchenjunga (8 586 m, Népal-Inde), 3e sommet mondial, 15 mai 2019
- Gasherbrum I (8 068 m, Pakistan), 11e sommet mondial, 12 juillet 2019
- Dhaulagiri (8 167 m, Népal), 7e sommet mondial, 1er octobre 2021
- Lhotse (8 516 m, Népal-Chine), 4e sommet mondial, 14 mai 2022
- Manaslu, sommet principal (8 163 m, Népal), 8e sommet mondial, 1er octobre 2022[14]
- Shishapangma, (8 027 m, Chine), 14e sommet mondial, 26 avril 2023[15]
- Nanga Parbat (8 125 m, Pakistan), 9e sommet mondial, 26 juin 2023[27]

## Décorations
- Chevalier de l'ordre national du Mérite (décret du 29 novembre 2023)[28]

## Publications
- Sophie Lavaud et Didier Chambaretaud, Une femme, sept sommets, dix secrets, Lausanne, Favre, 14 mars 2019, 271 p. (ISBN 978-2828917609)
- François Damilano et Sophie Lavaud, Les Quatorze 8000 de Sophie Lavaud, Grenoble, Glénat, 11 septembre 2024, 160 p. (ISBN 978-2344060124)